# Quercus castanea
Quercus castanea — вид рослин з родини букових (Fagaceae); поширений у горах Мексики, Гватемали, Сальвадору.

## Опис
Це середньоросле деревом, що досягає у висоту від 5 до 18 м. Стовбур до 40 см в діаметрі. Кора сіра, гладка, борозниста. Листки еліптичні, довгасті, обернено-яйцеподібні або ланцетні, шкірясті, жорсткі, 5–11 × 2–4 см; основа тупа, субсерцеподібна, усічена або злегка коса; верхівка тупа до загостреної; край плоский або слабо потовщений, з 2-6 парами коротких зубів у дистальній половині або третині, але іноді цілий, або зубчастий лише біля верхівки; верх зелений, блискучий, шорсткий, голий (крім біля ніжки); низ запушений, спочатку жовтий, потім білувато-сірий; ніжка 3–13 мм, світло-жовто-коричнева, більш-менш запушена. Тичинкові сережки довжиною 6 см, запушені, 20–30-квіткові; маточкові — 1 см, 1–2-квіткові. Жолуді однорічні, поодинокі або парні, сидячі або на ніжці 2–5 мм; горіх широко яйцеподібний, 9–11 мм; чашечка 7–12 × 3–7 мм, з тонкими запушеними лусочками, вкриває 1/3 горіха.
Цей вид цвіте у березні — червні, а жолуді дозрівають у жовтні — грудні цього ж року.

## Поширення й екологія
Країни поширення: Сальвадор, Гватемала, Мексика.
Звичайний у сухих дубових лісах, ксерофітних чагарниках, дубових рідколіссях поряд з кактусами й бобовими, у гірських хмарних лісах. Відомо, що Q. castanea гібридизується з іншими симпатричними видами. Росте на висотах 1400–2600 м.
Відомо, що Melanerpes formicivorus і Melanerpes aurifrons є важливими розповсюджувачами його жолудів у басейні Куїцео.

## Використання
Широко використовується як дрова та деревне вугілля, а також для стовпів огорож, меблів та будівельних матеріалів. Крім того, відомо, що кора має лікувальні властивості.

## Загрози
Q. castanea стикається із загрозами очищення земель для сільського господарства, випасу худоби та розвитку міст, що призвело до швидкого вирубування лісів та фрагментації середовища існування по всій Мексиці.